# کالینز (ویسکانسین)
کالینز (به انگلیسی: Collins) یک منطقهٔ مسکونی در ایالات متحده آمریکا است که در ویسکانسین واقع شده‌است. کالینز ۱۶۴ نفر جمعیت دارد و ۲۴۸٫۱۱ متر بالاتر از سطح دریا واقع شده‌است.